# Susanna Wesley
(Susan Pellowe)
Susanna Wesley, nata Annesley (Londra, 20 gennaio 1669 – Londra, 23 luglio 1742), è stata la figlia del pastore puritano Samuel Annesley e di Mary White, nonché madre di  John e Charles Wesley.

## Famiglia
Susanna Wesley era l'ultima di 25 figli. Suo padre, il dottor Samuel Annesley, era un dissidente dalla chiesa di stato d'Inghilterra.  All'età di 13 anni, Susanna smise di frequentare la chiesa di suo padre e aderì alla Chiesa anglicana.
Sposò Samuel Wesley l'11 novembre 1688.  Samuel aveva 26 anni e Susanna 19.
Susanna e Samuel Wesley ebbero 19 figli.  Nove di questi bambini morirono infanti. Quattro di quelli che decedettero erano gemelli. Una donna di servizio soffocò accidentalmente un bambino. Alla morte di Susanna, solo otto dei suoi figli erano ancora in vita.

## Biografia
Susanna affrontò molte traversie durante tutta la propria vita. Suo maritò la lasciò sola con i bambini per oltre un anno, a causa di un banale litigio.Al proprio marito assente, Susanna Wesley scrisse: 
Samuel Wesley finì due volte in prigione per debiti a causa delle sue scarse doti finanziarie e la mancanza di denaro fu un problema costante per Susanna. La loro casa fu distrutta per due volte da un incendio; durante uno degli incendi, suo figlio John rischiò di morire e fu necessario salvarlo da una finestra del secondo piano. Fu la fonte principale dell'istruzione dei propri bambini.
Dopo il secondo incendio, Susanna fu costretta a collocare i propri bambini presso diverse famiglie per quasi due anni, in attesa che la casa pastorale fosse ricostruita. Durante tale periodo, i bambini Wesley vissero secondo le regole delle famiglie che li ospitavano. Susanna fu mortificata quando si accorse che i bambini iniziavano a fare discorsi inappropriati e giocavano per più tempo di quanto studiassero.
“In nessun caso permetteva ai bambini di fare lezione finché non avessero compiuto cinque anni, ma dal giorno dopo il loro quinto compleanno, iniziava la loro istruzione formale. Frequentavano le lezioni per sei ore al giorno e già il primo giorno si supponeva che imparassero tutto l'alfabeto. Tutti i suoi bambini ci riuscirono, tranne due che a Susanna sembrarono molto ritardati.” “I bambini ottennero una buona istruzione. Tutti, comprese le figlie, impararono Latino e Greco e ricevettero una formazione negli studi classici, secondo la tradizione inglese dell'epoca.”

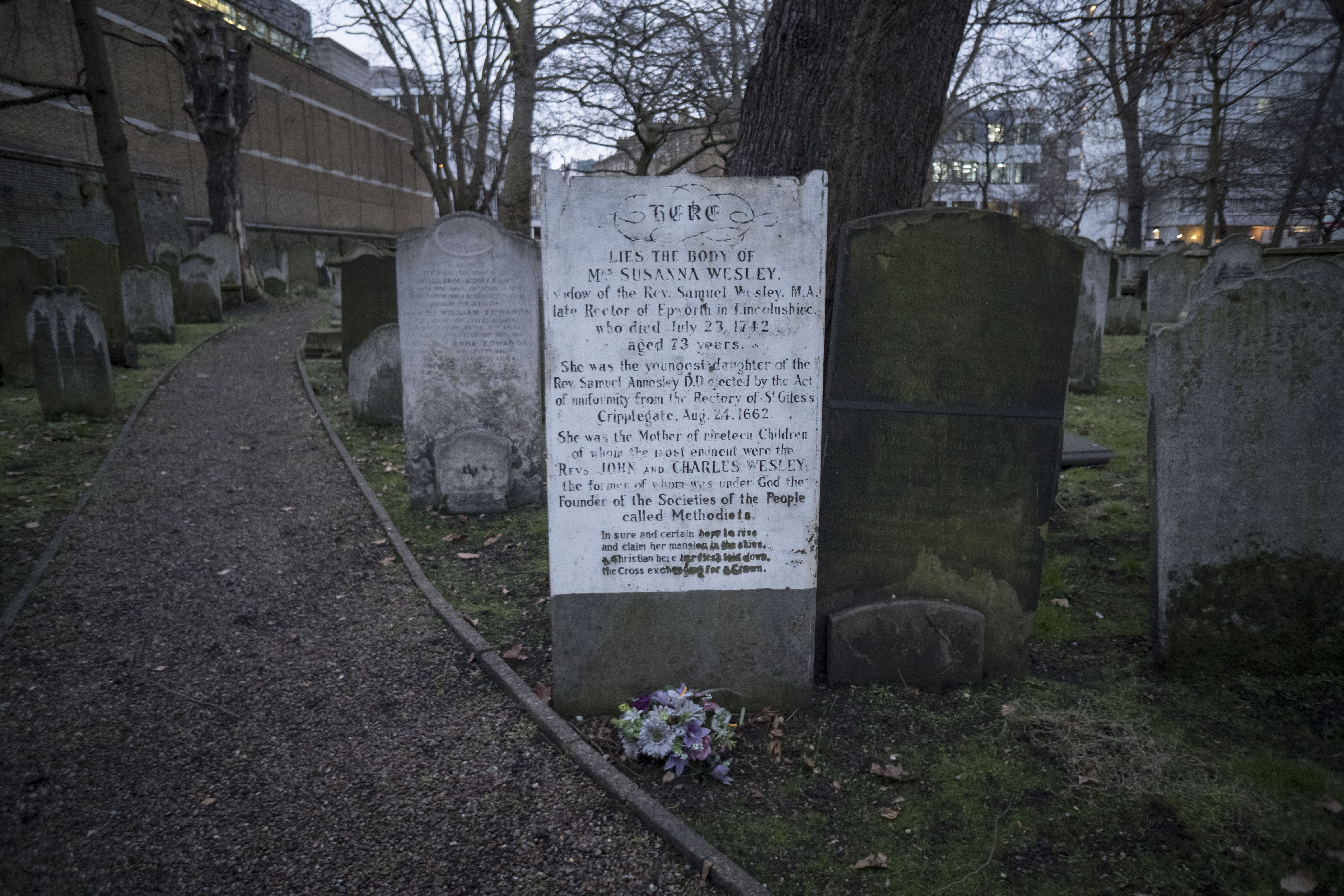
Lapide di Wesley nel cimitero di Bunhill Fields

Mentre suo marito si trovava a Londra, per difendere un amico da accuse di eresia, egli aveva stabilito un luogo per portare un messaggio. I sermoni dell'uomo giravano sempre intorno al tema del pagamento dei debiti. La mancanza di un  insegnamento spirituale diversificato spinse  Susanna a radunare i propri figli la domenica pomeriggio per dei culti familiari. Erano soliti cantare un salmo e poi Sussanna leggeva un sermone dalla raccolta dei sermoni di suo marito o di suo padre, concludendo con un altro salmo. La gente del luogo incominciò a chiedere di partecipare. Ad un certo punto vi erano oltre 200 persone al culto pomeridiano tenuto da Susanna, mentre al culto della domenica mattina la partecipazione andò sempre più scemando.
Wesley per tutta la vita dedicò un momento della giornata alla devozione e, rispondendo ad una lettera di suo figlio Charles, ella trattò della sua esperienza della totale corruzione della natura umana e della grazia di Dio. La lettera dimostra anche che ella era consapevole da tempo di gioie spirituali che i suoi figli solo da poco avevano scoperto.
Suo marito Samuel spese tutta la propria vita ed i risparmi di famiglia per un'opera di esegesi del Libro di Giobbe. Ciononostante, la sua opera non è ricordata ed ebbe scarso impatto sulla famiglia, a parte i guai che provocò. Al contrario, Susanna lasciò vari scritti che furono fondamentali nell'educazione dei loro figli. Oltre a lettere, Susanna Wesley scrisse meditazioni e commenti alla scrittura per uso personale. Scrisse ampi commentari sul Credo apostolico, il Padre Nostro, i Dieci Comandamenti. Molti di questi scritti andarono perduti nell'incendio della casa ma alcuni sopravvissero. Il mezzo migliore per accedere ai suoi scritti è il libro di Charles Wallace Susanna Wesley, The Complete Writings.”
Susanna fu sepolta a Bunhill Fields (cimitero a nord della City di Londra, dove sono sepolti anche Bunyan, Isaac Watts, William Blake, Daniel Defoe).

## Nel cinema
Nel 1954, la Commissione per la radio ed il cinema della Chiesa metodista britannica, con la collaborazione di J. Arthur Rank (devoto metodista, fondatore della Rank Organization, la più importante società cinematografica del Regno Unito) produsse il film John Wesley. Il film racconta la storia della vita di John Wesley, con Leonard Sachs che interpreta John Wesley e Curigwen Lewis (attrice gallese) nella parte di Susanna Wesley.
Nel 2009, un film più ambizioso, Wesley, venne diffuso dalla Foundery Pictures, con Burgess Jenkins nella parte di John Wesley, June Lockhart in quella di Susanna Wesley e R. Keith Harris in quella di Charles Wesley.